# 御前南
御前南（ごぜんみなみ）は、福島県郡山市に所在する町丁である。郵便番号は963-0209。

## 地理
郡山市中西部の行政区である大槻町に属し、一～六丁目まで設置されている。北で静西、谷地本町、北東で静町、東から南、西、北西にかけて大槻町とそれぞれ隣接する。御前南土地区画整理事業実施区域が換地処分により大槻町より分離新設された地区である。中央を南北に縦断するコスモス通りを境に東側に北から一、二丁目が、西側に南から三～六丁目が設置されている。東西に横断する静御前通りに沿いローダサイド店が立ち並び、周囲に住宅地が広がるほか、宅地化がいまださていない田畑が点在する。大槻町に所在する郡山警察署大槻交番、および大槻町に所在する郡山消防署大槻基幹分署がそれぞれ管轄にあたる。

### 河川
一級水系阿武隈川水系
- 南川

## 世帯数と人口
2024年1月1日現在の世帯数と人口は以下の通りである。
| 町丁   | 世帯数  | 人口    |
| ------ | ------- | ------- |
| 御前南 | 847世帯 | 2,275人 |

## 小・中学校の学区
市立小・中学校に通う場合、学区は以下の通りとなる。
| 番地 | 小学校                 | 中学校                 |
| ---- | ---------------------- | ---------------------- |
| 全域 | 郡山市立朝日が丘小学校 | 郡山市立郡山第七中学校 |

## 交通

### 道路
- 一級市道25号荒井堤線
- 一級市道31号大町大槻線（静御前通り）
- 一級市道76号牛庭大槻線（コスモス通り）

## 施設等
- 郡山市立郡山第七中学校
- 郡山市立朝日が丘小学校
- 東邦銀行 大槻支店
- ヨークベニマル コスモス通り店
- カワチ薬品 大槻店
- マツモトキヨシ 郡山御前南店
- セブンイレブン 郡山御前南1丁目店
- セブンイレブン 郡山大槻御前南店
- 元気寿司 郡山大槻店
- 安楽亭 コスモス店
- ユニクロ 郡山大槻店
- パリミキ 大槻店
- ネッツトヨタノヴェルふくしま こおりやま大槻店
- タイヤセレクト 郡山
- ヤマト運輸 郡山御前南営業所
- 御前南公園
- 人形坦公園
- 室ノ木公園